# یو دا وان
«یو دا وان» (به انگلیسی: You da one) تک‌آهنگی از هنرمند اهل باربادوس، ریحانا است که در ۱۴ نوامبر ۲۰۱۱ منتشر شد. این تک‌آهنگ در آلبوم تاک دت تاک قرار داشت.